# Albin Ekdal
Albin Ekdal (født 28. juli 1989 i Stockholm, Sverige), er en svensk fodboldspiller (midtbane). Han spiller for Hamburger SV i Tyskland.

## Klubkarriere
Ekdal startede sin seniorkarriere hos Brommapojkarna i sin fødeby Stockholm, og var tilknyttet klubben frem til 2008, hvor han slog sit navn fast som et stort talent i svensk fodbold. Herefter blev han solgt for en pris svarende til fem millioner danske kroner til den italienske storklub Juventus. Han opnåede dog aldrig et gennembrud for Torino-klubben, og spillede kun tre Serie A-kampe for klubben.
Efter étårige ophold hos henholdsvis AC Siena og Bologna FC skiftede Ekdal i 2011 til Cagliari på Sicilien. Her spillede han i løbet af de følgende fire sæsoner mere end 100 ligakampe, før han i 2015 blev solgt til Hamburger SV i Bundesligaen for en pris på 4,5 millioner euro.

## Landshold
Ekdal har (pr. maj 2018) spillet 32 kampe for det svenske landshold, som han debuterede for 10. august 2011 i en venskabskamp mod Ukraine. Han var en del af den svenske trup til både EM 2016 i Frankrig samt til VM 2018 i Rusland.